# Massimiliano Corrado
Massimiliano Corrado (Crotone, 22 luglio 1971) è un ex calciatore italiano, di ruolo difensore, tecnico della formazione Under-17 del Crotone.

## Carriera

### Giocatore
Ha militato in Serie A con le maglie di Genoa e Brescia. Fu definito, in maniera non molto lusinghiera, «il calciatore ecologico» da Franco Scoglio.

## Palmarès

### Giocatore
- Campionato italiano di Serie B: 2

Reggiana: 1992-1993
Brescia: 1996-1997